# Kleinood

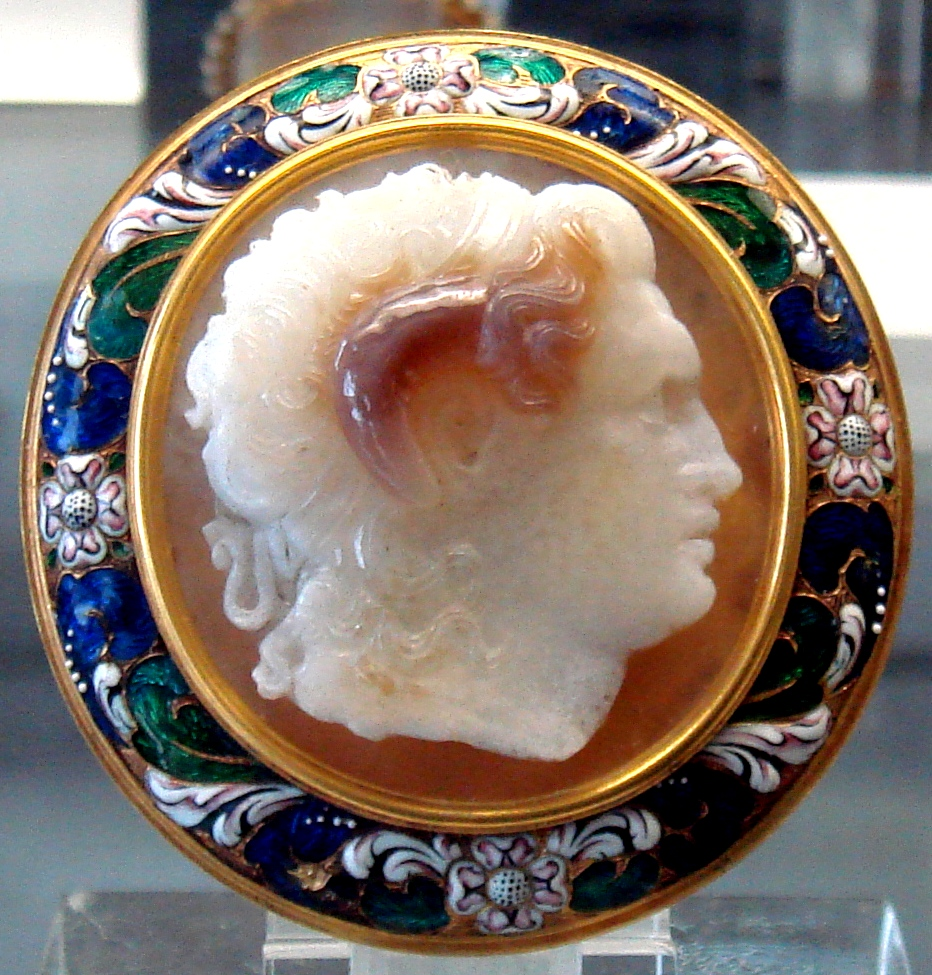
Camee uit Sardonyx met buste van Alexander de Grote

Het begrip kleinood (uitspraakⓘ, /'klɛɪnot/) verwijst in de tegenwoordige betekenis veelal naar een klein kostbaar voorwerp, vaak een sieraad. Figuurlijk gebruikt komen de begrippen kleinood en juweel(tje) goed met elkaar overeen.
In het Middelnederlands kon het woord in de huidige zin gebruikt worden, maar het kon ook klein geschenk betekenen en kon zelfs duiden op zaken die niet klein maar verfijnd waren, zoals kostbaar huisraad of een fraai bewerkt zwaard. Bij ridderorden heeft het woord een iets afwijkende betekenis, als draagteken van een ridderorde. Ook opzettelijk verkeerd gebruik komt voor, zinspelend op het woordeinde –nood. Juist is echter om –ood als achtervoegsel lezen, gebaseerd op een Middelnederlandse woordvorming.

## Woordgebruik

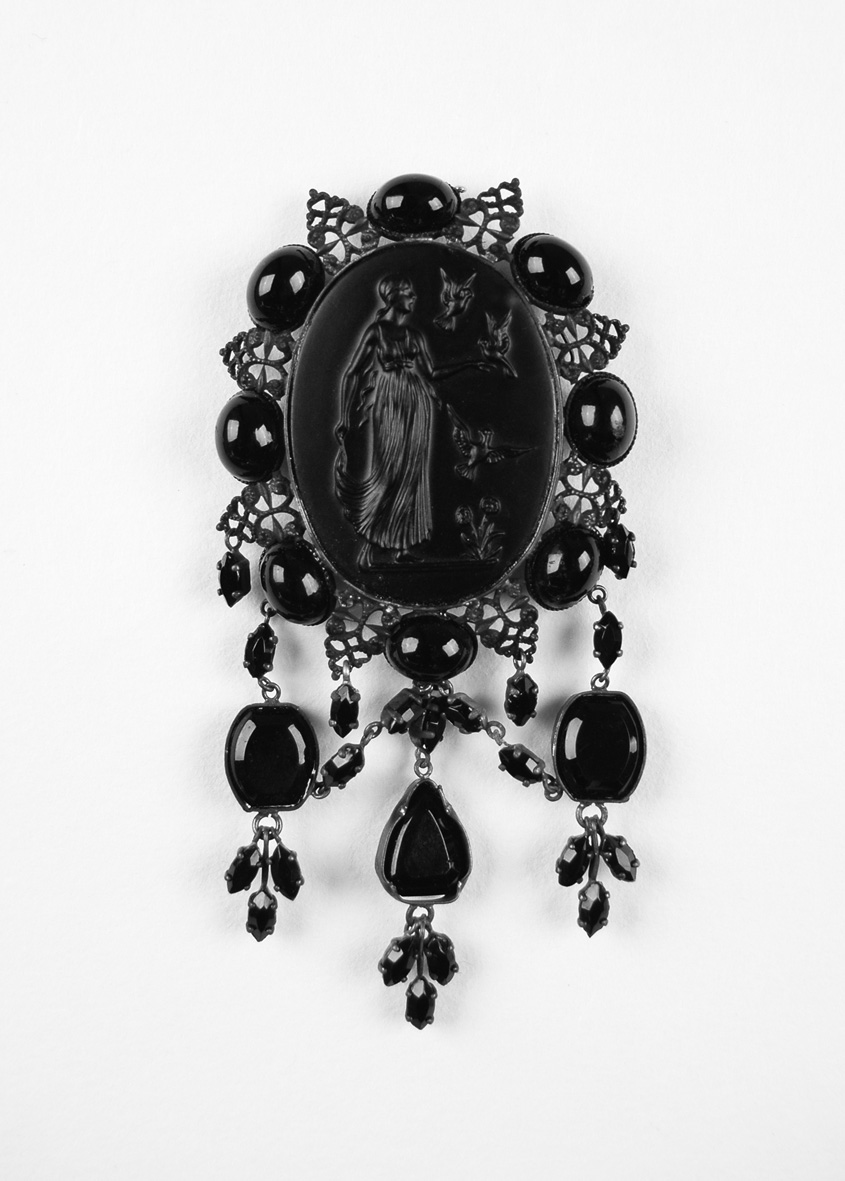
Rouwbroche, glas, 19e eeuw

In de betekenis iets kleins en kostbaars komt kleinood herhaaldelijk voor in de Statenvertaling van de Hebreeuwse Bijbel, die uit het begin van de 17e eeuw stamt, maar die met beperkte aanpassingen in behoudende kringen nog steeds gebruikt wordt. Zes psalmen worden aangekondigd als zijnde “een gouden kleinood van David”. De Statenvertaling volgt in dit opzicht de Duitse Lutherbijbel uit 1534. Ook in het boek Spreuken is het gebruik metaforisch: “Goud is er, en menigte van robijnen; maar de lippen der wetenschap zijn een kostbaar kleinood.” Terwijl het enkelvoud uitsluitend in verband met metaforen voorkomt in de Bijbel, geldt dit juist niet voor het meervoud. Zie bijvoorbeeld I Samuel 6:8: Neemt dan de ark des HEEREN, en zet ze op de wagen, en legt de gouden kleinoden, die gij Hem tot een schuldoffer vergelden zult, in een koffertje aan haar zijde; en zendt ze weg, dat zij heenga.
In het hedendaagse taalgebruik komt het woord zelden voor en wordt het vooral overdrachtelijk gebruikt. Een uitzondering is het gebruik in de faleristiek, waar er een draagteken van een ridderorde mee bedoeld wordt, wat een betekenisvernauwing met zich mee brengt. Verder komt opzettelijk verkeerd gebruik (abusio) voor, gebaseerd op het woordeinde –nood. Dit is bijvoorbeeld te zien in de naam Kleinood & Grootzeer (een uitgeverij van dichtbundels) en nog eenduidiger in Stichting Pygmeeën Kleinood, een organisatie die zich inzette voor de belangen van Pygmeeën en zich daarbij niet op hun kostbaarheden richtte, maar op hun noden.
Overeenkomstig de bedoeling van de Nieuwe Bijbelvertaling (NBV) om de Bijbel om te zetten in Nederlands dat aansluit bij de ervaringswereld van de tegenwoordige lezer, komt het woord daar niet meer in voor. De frase een gouden kleinood van David is hier vertaald als een stil gebed van David. Dat het verschil tussen de vertalingen zo groot is, komt doordat de betekenis in de grondtekst onbekend is.

### Faleristiek

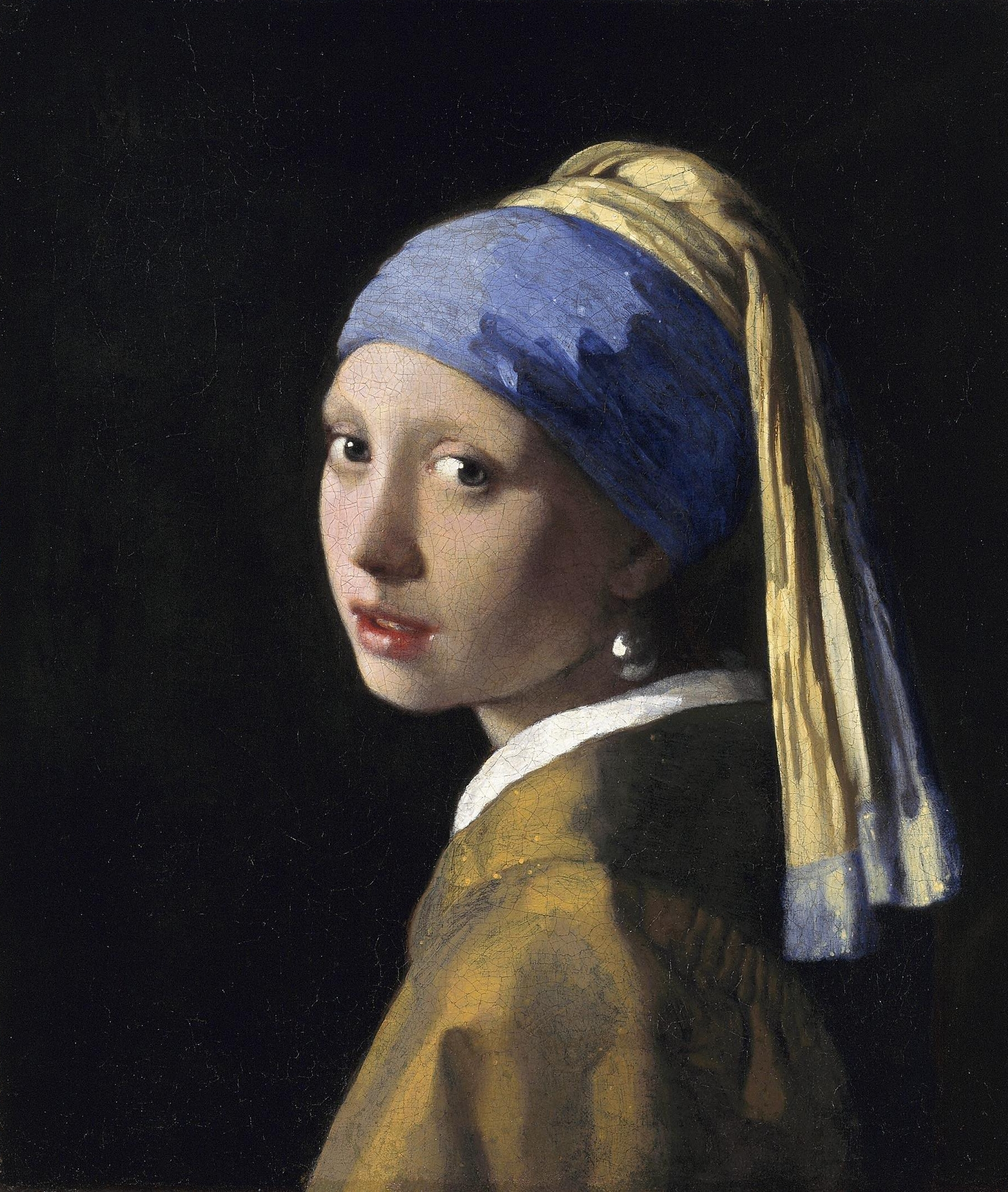
Meisje met de parel van Johannes Vermeer

Het woord kleinood heeft een specifieke betekenis in de faleristiek: er wordt het draagteken van een ridderorde mee bedoeld, dat gewoonlijk aan een lint, keten of koord wordt gedragen. Het is dan synoniem met juweel of ridderkruis, ook als het niet de vorm van een kruis heeft. Kleinoden zijn er in uiteenlopende vormen: dieren, medaillons en sterren komen voor, maar kruisen zijn het meest gebruikelijk. Er is geen instantie die het gebruik van deze term in de faleristiek precies heeft vastgelegd en in de praktijk wordt het ook wel gebruikt voor draagtekens van andere onderscheidingen dan ridderorden.

### Kleinodiën

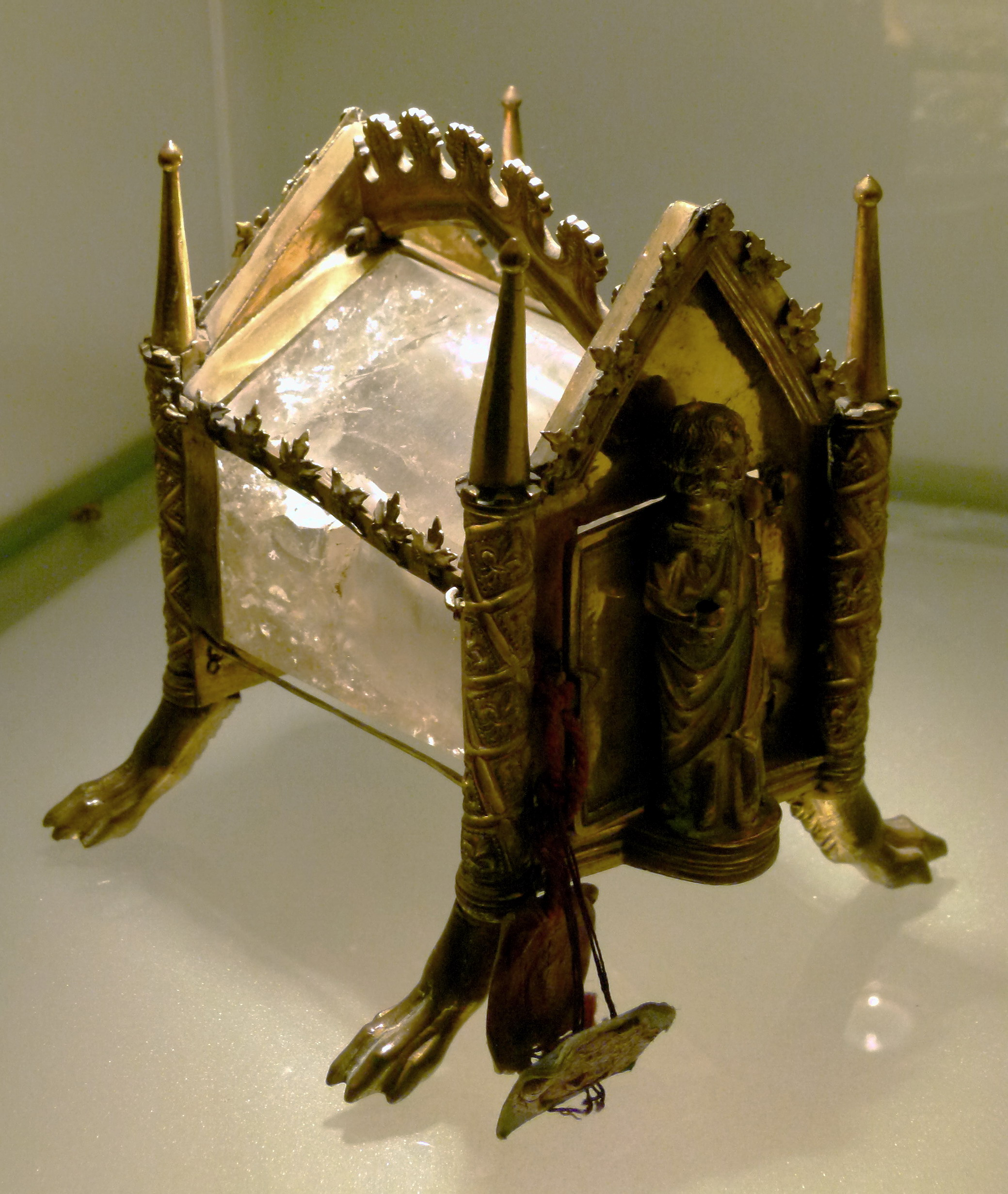
Reliekkistje uit de Basiliek van Onze-Lieve-Vrouw-Tenhemelopneming in Maastricht

Nicolaas Beets zet het woord kleinodiën in om weelde te benadrukken. Onderstaande tekst is nog maar een gedeelte van de beschrijving van overdaad “ten huize van den heer Jan Adam Kegge”:

… reukflesschen, hand-vuurschermen, magots, kinkhorens, sigaarbusjes en kostbare plaatwerken. Een zilveren pendule met een paar vazen van hetzelfde metaal rustten op een schoorsteenmantel van cararisch marmer, en op een trumeau, onder een reusachtigen spiegel daartegenover, zag men een groep van de schitterendste opgezette vogels met spitse bekken en lange staarten, die ooit levend of dood geschitterd hebben. Een marokijnen kleinodiënschrijntje stond er halfgeopend naast. In de vier hoeken der kamer prijkten vier zwaar vergulde standerdkandelaars. Het vloertapijt was uit gloeiend rood en even gloeiend groen geweven. De neteldoeken gordijnen waren met oranje en lichtblauwe zijde overplooid. Gelijk bij alle ijdele menschen, hingen ook in deze huiskamer aan den wand de levensgroote en zeer behaagzieke portretten van mijnheer en mevrouw; mijnheer in een almaviva met een sierlijken zwaai gedrapeerd, en een oogopslag als van een aangeblazen dichter; mevrouw, zeer laag gekleed, met een dik parelsnoer om den hals …
Camera Obscura

### Schrijfwijze en meervoud

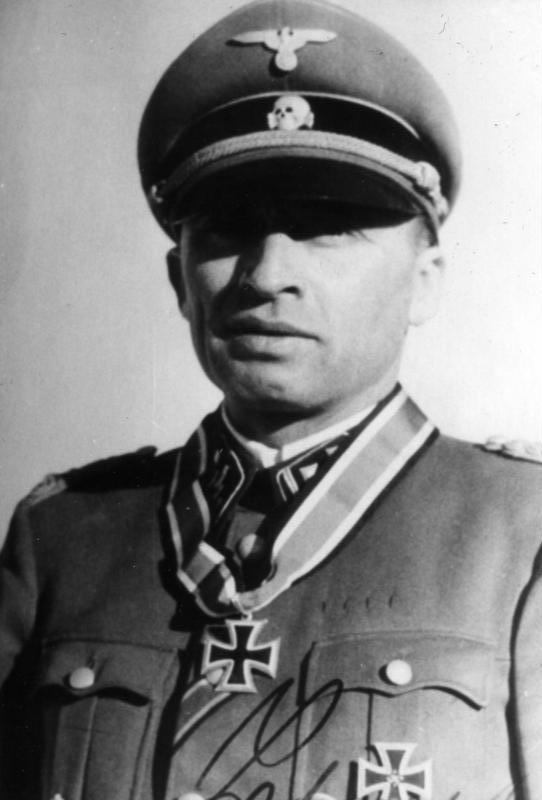
Kleinood in de zin van de faleristiek: het IJzeren Kruis

Beets gebruikt in bovenstaand citaat het meervoud kleinodiën dat eigenlijk op volksetymologie berust. Dit meervoud en het veel gebruikelijkere kleinoden zijn beide correct. Door de foutieve veronderstelling dat kleinood een samenstelling zou zijn, is de afbreking niet voor iedereen vanzelfsprekend; Het woord wordt afgebroken als klei-nood, volgens de algemene regels.

### Gedicht: Kleinood
Adama van Scheltema gebruikt in zijn vrij bekende gedicht Kleinood de betekenis van kleine kostbaarheid, en benadrukt de connotatie van het onverwachte die vooral bij het figuurlijk gebruik van het woord gewoonlijk aanwezig is. In het gedicht zelf komt het titelwoord overigens niet voor, maar het begrip uit de titel wordt opgeroepen door middel van zijn connotaties. De strofen een, twee en vijf luiden:
Toen eens de groote schilder
De wereld verven zou,
Klom hij eerst in den hemel -
Den hemel maakte hij blauw.
Drie droppels liet hij vallen
Beneden op de aard,-
Drie mooie kleine dingen
Zijn daar altijd bewaard: -
[…]
De derde ging verloren,
Men wist niet waar ze was - -
Mijn liefste - o mijn blijde meid!
Ik vond jou in het gras!

## Etymologie van –ood

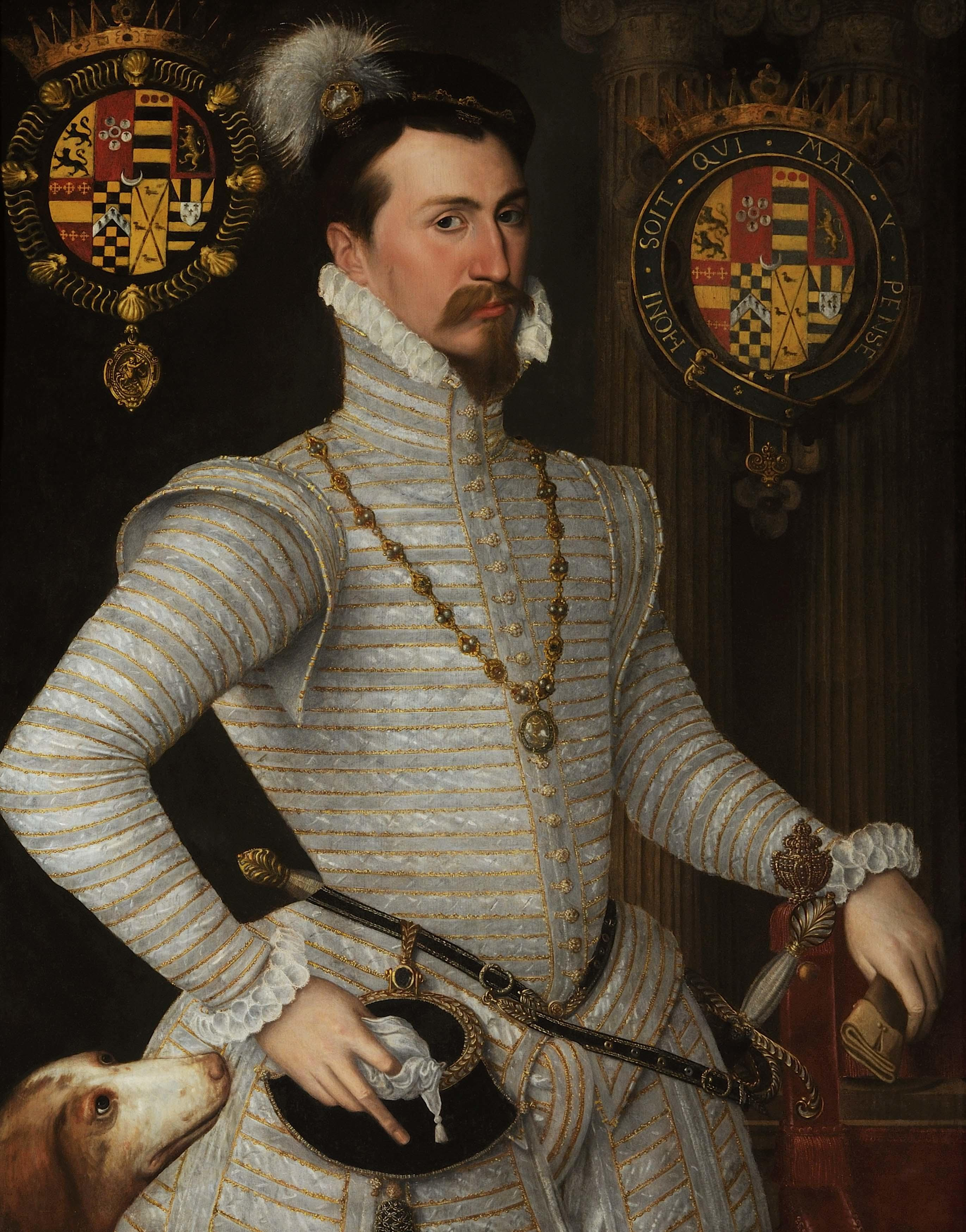
Robert Dudley, Graaf van Leicester draagt de keten van de Orde van de Kousenband met daaraan het kleinood.

De etymologie van kleinood is lang onzeker geweest, mede doordat het woord aan allerlei vervormingen en volksetymologieën bloot heeft gestaan. Het Nederlands etymologisch woordenboek (N.e.w.) van De Vries opperde al, dat de uitgang –ood dezelfde herkomst zou kunnen hebben als –oede in armoede en –at in Heimat. Toch neigde het N.e.w. naar de nu als achterhaald beschouwde hypothese van een verband met het Middeleeuws Latijnse clenodium. De uitgang zou dan teruggaan op het Germaanse auda, wat in latere afleidingen opduikt met betekenissen als bezit, gelukzaligheid en rijkdom. Via auda en audr legt het woordenboek verbanden met woorden als ooievaar (een geluksbrenger) en olijk.
Het Etymologisches Wörterbuch der deutschen Sprache (EWdS) is voor Kleinod echter de omgekeerde mening toegedaan, en noemt Heimat, Armut, Zierat en Einöde als verwant, echter zonder oudere vormen ter adstructie aan te dragen. De samenhang met Clenodium wordt unklar (onduidelijk) genoemd. Het Digitale Wörterbuch der deutschen Sprache geeft dezelfde etymologie.
Het Middelnederlandsch Woordenboek beschouwt de conclusie van het N.e.w. als verouderd. Het verdedigt een soortgelijke opvatting als de genoemde Duitse woordenboeken en geeft aan dat het woord door middel van de uitgang –ood afgeleid is van klein. Ter vergelijking worden het Gotische woord witôth (wituþ) en het woord armoede besproken, die in essentie dezelfde uitgang hebben als kleinood. Zoals veel woorden is witôth zijn uitgang kwijtgeraakt; het is in het Nederlands vereenvoudigd tot wet. Woorden als armoede en kleinood hebben hun uitgang echter behouden, vermoedelijk omdat ze in de volksmond als samengestelde woorden ervaren werden. Andere woorden waarin de uitgang –ôth nog herkenbaar is, zijn sieraad en het Duitse Heimat. Het woord clenodium, dat in het N.e.w. als grondvorm werd beschouwd, is wel verwant, maar is een Latijnse afleiding van het Middelhoogduitse woord kleinôt.

## Betekenisverschuiving van het woordklein

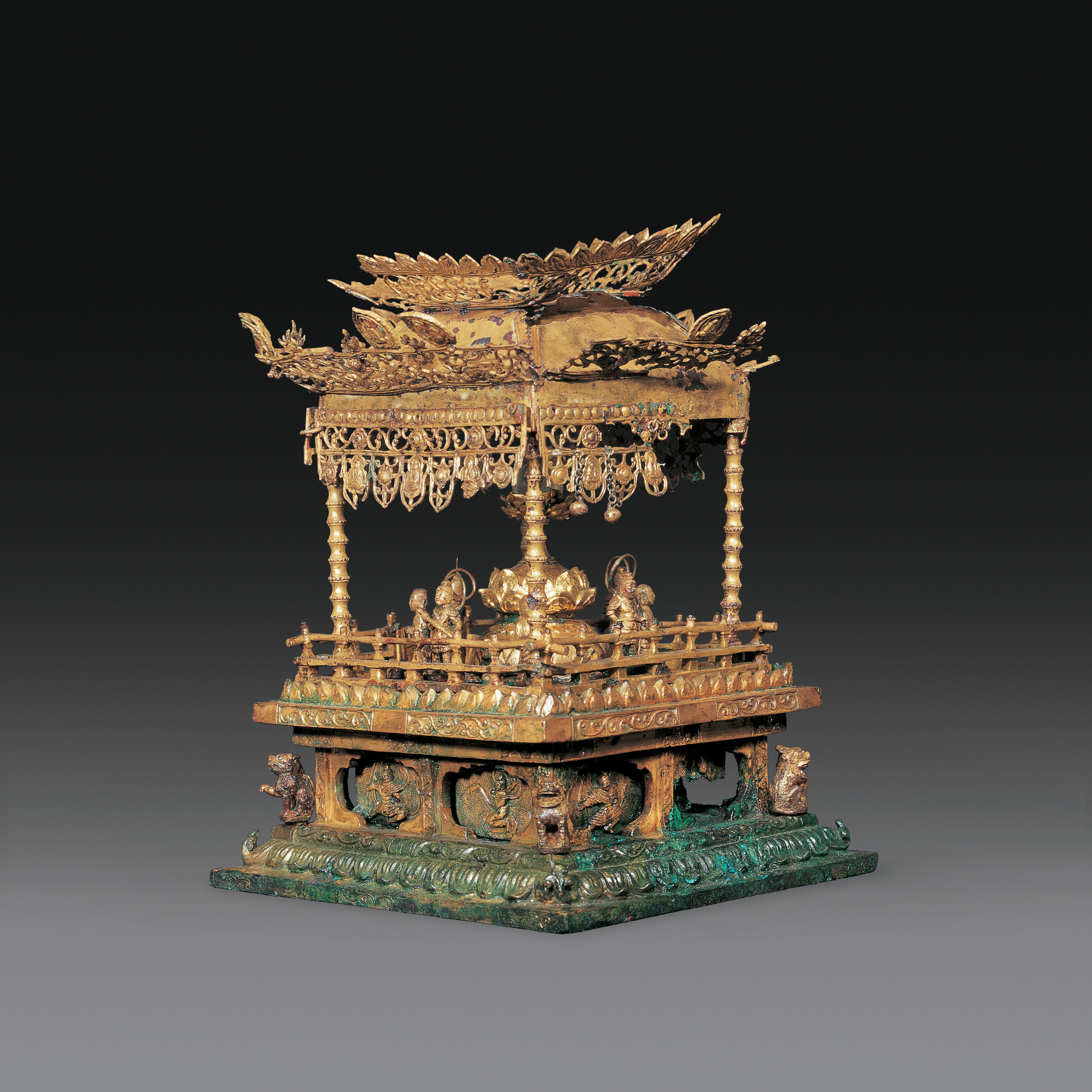
Boeddhistische reliekhouder, Nationaal Museum van Korea

De eerste helft van het woord kleinood lijkt gemakkelijk te begrijpen, maar dit woord had in het Middelnederlands twee betekenissen. Daarin doet het denken aan het hedendaagse woord fijn, dat op iets kleins kan duiden, maar ook op iets dat verfijnd is en beslist niet klein hoeft te zijn. Bij het woord kleinood blijkt dit uit de opmerking: “versta door clenode niet slechts juwelen, paarlen, gouden ringen en dgl., maar in het algemeen elk kostbaar meubelstuk, b.v. zilveren ketels, kannen, bekers, in goud en edelgesteenten beslagene gebedeboeken, enz.” Opmerkelijk is dat de betekenissen die het woord klein in het verleden had, zeer goed overeenkomen met de tegenwoordige connotaties van het woord kleinood. De betekenis van het woord klein evolueerde van 'glanzend en schitterend', via 'sierlijk en fijn' tot het huidige gebruik als tegenstelling van groot.

## Gebruik in het Middelnederlands

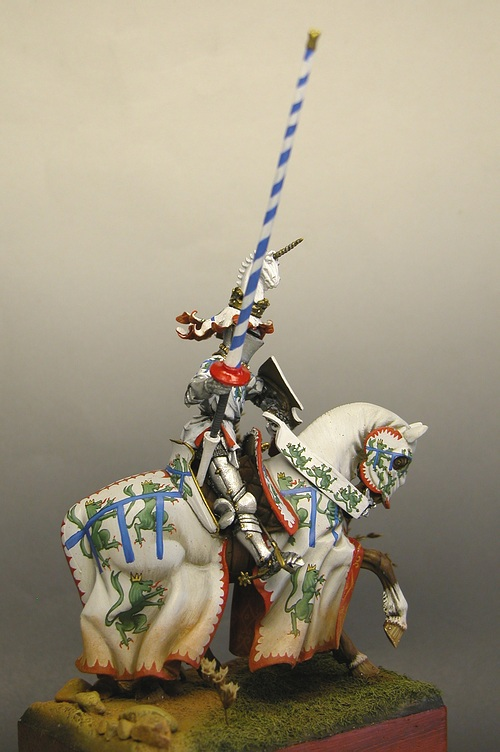
Een ridder van het Gulden Vlies, met een Eenhoorn op zijn helm

In het Nederlands is het woord voor het eerst aangetroffen in een tekst uit 1240.
Het meervoud, en in mindere mate het enkelvoud, werd ook als collectivum gebruikt, om een onbestemde hoeveel kostbaarheden aan te duiden. Afhankelijk van de context kon het woord specifiek duiden op kerkschatten en kloosterschatten of, in nog nauwere zin, op relikwieën. Het meervoud kleinodiën (clenodiën) dat al in het Middelnederlands voorkwam, is door volksetymologie gebaseerd op clenodium.
Het figuurlijk gebruik van het woord kwam al vroeg voor, getuige een laatdertiende-eeuws fragment uit Limburg: “Wat vernoye u ontmuet ogte bedruft, so suldi dencken: Ay, lieve Vader, gelooft muddi sin des cleinots (om den kostbaren schat), dat gi mi sent.”
De betekenis van klein geschenk is te vinden in een bekende tekst uit 1446. Toen zond de Utrechtse Alijt van Haeften “… enen priester in oneere enen doeck, daar menschenquaet in gebonden was tot enen cleenoot.” Met andere woorden: zij had menselijke ontlasting ingepakt en naar een priester gestuurd die er een onwaardige levenswijze op nahield. Voor deze belediging werd ze twee jaar uit de stad verbannen. Ook werd ze “… in eene boete van 3000 steenen geslagen.” Ze moest dus bovendien 3000 straatstenen leggen of 3000 stenen metselen ten behoeve van de stad.
In deze tekst is aan de verbuiging van het lidwoord (enen cleenoot) te zien dat kleinood hier als een mannelijk woord gebruikt wordt, terwijl het net als tegenwoordig onzijdig zou moeten zijn. GTB wijt dergelijke fouten aan de onjuiste associatie met nood. Een ander staaltje van volksetymologie is een schrijfwijze met verdubbelde n, eveneens gebaseerd op onbegrip voor de uitgang –ood. De schrijfwijze met enkele n komt veel meer voor, maar verdubbelingen zijn gevonden in talrijke varianten, zoals kleennoode, kleynnood, kleyn-noode, cleinnoot, clennoden en cleennoden. Dat niet alleen ongeletterden zich in de opbouw van dit woord vergisten, blijkt uit een citaat van Hugo de Groot, die het woord kleinood uitlegde als “zaaken van kleine nood,” dingen die niet noodzakelijk zijn.
|  |